# 公孙龙 (孔子弟子)

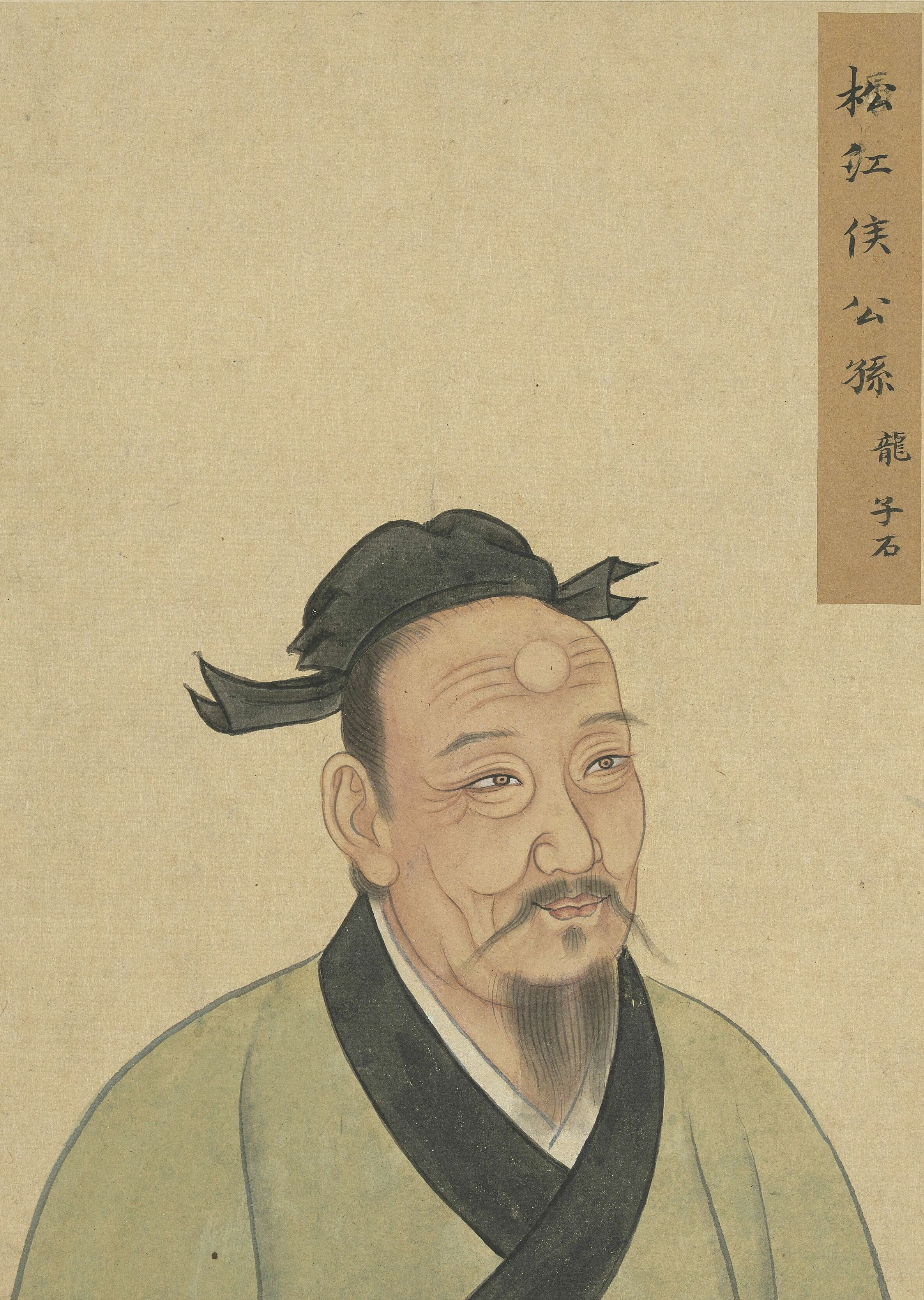
公孫龍

公孫龍（前498年—？），字子石，可能是楚国人或衞國人，東周春秋时期儒家人物，是孔子的弟子之一，小孔子53岁。

## 生平
公孙龙生平不详，所流传下来的主要只有孔子弟子这一信息。在一些史书中曾被误以为是战国时期的名家公孙龙，但两者并非同一个人。

## 事蹟
齊國大夫田常要攻打魯國，藉以威攝齊國國內高氏、國氏、鮑氏、晏氏等卿大夫等四大家族，孔子與他的學生聽到後，有學生子路、子張、子石等人請求前往齊國，孔子皆不允許，最後子貢請求前往，孔子才答應。

## 歷代追封
- 唐玄宗，尊之为“黄伯”
- 宋真宗，加封为“枝江侯”
- 明嘉靖九年，改称“先贤公孙子”。